# Roland Marx (écrivain)
Pour les articles homonymes, voir Roland Marx.
Roland Marx est un poète, écrivain et un  parolier lorrain, né le 22 février 1949 à Strasbourg.

## Biographie
Né en 1949 à Strasbourg, après un bac technique et une licence en Lettres, il publie son premier recueil de poèmes à 18 ans.
Il présente ses premiers textes à Léo Ferré qui l'encourage à persévérer.
Installé dans les Vosges, il crée des objets artisanaux et écrit poésie et chansons, notamment pour Gérard Delon, Jean-Michel Rey et Charly Chopat.
De sa collaboration avec Gérard Delon, il a l'habitude de dire : « Nous avons un nom, il nous reste à nous faire un prénom. »
Il vit dans la vallée de la Haute-Meurthe, en pleine forêt, où il peut se consacrer à sa production artistique. Auteur d'une trentaine de recueils, pour la plupart primés, il a destiné les derniers à la jeunesse. 
Il dirige des ateliers d'écriture en milieu scolaire et participe aux principaux Salons du Livre de la région Est.